# Tränken (Torte)
Tränken ist eine Technik beim Herstellen von Torten und Desserts (Torten in Schnittenform) aus Wiener Böden, um diese saftig zu machen und zu aromatisieren. Dies ist – neben dem Einstreichen von Cremes, dem Ausziehen von Teig, dem Überziehen mit Glasuren oder Einschlagen von Füllungen – eine der Grundtechniken, die Konditoren während ihrer beruflichen Ausbildung erlernen.
Vor dem Zusammensetzen der Torten mit Creme oder Füllung wird oft eine Tränke verwendet, um den Tortenboden damit zu befeuchten und den Geschmack der Torte abzurunden. Die Tränke ist entweder ein geschmacksneutraler oder auch aromatisierter Läuterzucker oder ein anderes flüssiges Gemisch mit den typischen Aromen der jeweiligen Torten bzw. Desserts, wie beispielsweise Rumtränke für Punschtorte, Malakofftorte oder Savarin, aber auch Kaffee, Wein oder Liköre werden zum Tränken (verdünnt) benutzt.